# Tura Satana
Tura Satana (10 de julio de 1938 - 4 de febrero de 2011) fue una actriz estadounidense de origen japonés, vedette y bailarina exótica. De 13 créditos de cine y televisión, algunos de sus trabajos incluyen la película de explotación Faster, Pussycat! Kill! Kill! (1965), y la película de terror de ciencia ficción The Astro-Zombies (1968).

## Primeros años
Satana nació en Hokkaidō, Japón. Su padre era un antiguo actor de cine mudo de ascendencia filipina y su madre una artista de circo de ascendencia cheyenne y escocesa-irlandesa. Después del final de la Segunda Guerra Mundial y una temporada en el campo de internamiento de Manzanar en Lone Pine, California, Tura y su familia se mudaron a Chicago.
Cuando regresaba a su casa de la escuela justo antes de su décimo cumpleaños, cinco hombres la violaron en grupo. Según Satana, sus atacantes nunca fueron procesados, y se rumoreaba que el juez había sido sobornado. Ella informa que esto la impulsó a aprender artes marciales, como el aikido y el karate. Durante los siguientes 15 años, Satana rastreó a cada violador y exigió venganza. "Hice una promesa a mí misma de que algún día, de alguna manera me desquitaría con todos ellos", dijo años después. "Nunca supieron quién era hasta que se lo dije". Alrededor de este tiempo, formó una pandilla, "Los Ángeles", con niñas italianas, judías y polacas de su vecindario. En una entrevista con la revista Psychotronic Video, Satana dijo "teníamos chaquetas de cuero para motociclistas, jeans y botas... y pateamos traseros". Debido a su frecuente delincuencia, la enviaron a reformar en la escuela. Cuando tenía 13 años, sus padres arreglaron su matrimonio con John Satana, de 17 años, en Hernando, Misisipi que duró nueve meses.
Satana se mudó a Los Ángeles y, a la edad de 15 años, usando una identificación falsa para ocultar el hecho de que era menor de edad, comenzó a bailar burlesque. Fue contratada para actuar en el club nocturno Trocadero en Sunset Strip, y se convirtió en modelo fotográfica para, entre otros, el comediante Harold Lloyd, cuyas fotos de ella aparecen en Harold Lloyd's Hollywood Nudes en 3-D.
Satana regresó a Chicago para vivir con sus padres y comenzó a bailar en el Club Rendevouz en Calumet City, donde era conocida como Galatea, "la estatua que vino a la vida". Le ofrecieron un aumento para convertirse en estríper. Después de que el cantante Elvis Presley viera a Satana actuar en el Teatro Follies de Chicago, los dos comenzaron una relación romántica que según algunos terminó en una propuesta de matrimonio que ella rechazó. Satana finalmente se convirtió en una exitosa bailarina exótica, viajando de ciudad en ciudad. Ella le dio crédito a Lloyd por haberle dado la confianza para seguir una carrera en el mundo del espectáculo: "Me vi a mí misma como una niña fea. El Sr. Lloyd me dijo: 'Tienes una cara simétrica. La cámara ama tu rostro... deberías ser vista'"

## Carrera
El debut como actriz de Satana fue un cameo como Suzette Wong, una prostituta parisina en la película de Billy Wilder Irma la dulce, protagonizada por Jack Lemmon y Shirley MacLaine. Su siguiente papel fue como bailarina en Who's Been Sleeping in My Bed? (1963), protagonizada por Dean Martin y Elizabeth Montgomery. Poco después, Satana apareció en los programas de televisión Burke's Law (1964) y El agente de CIPOL (1964). 
Satana luego actuó como "Varla" en la película de 1965 Faster, Pussycat! Kill! Kill! - un personaje femenino muy agresivo y sexual por el cual ella hizo todos sus propios trucos y escenas de lucha. El renombrado crítico de cine Richard Corliss calificó su actuación como "la más honesta, quizás la única representación honesta en el canon de Meyer y sin duda la más aterradora". Originalmente titulada The Leather Girls, la película es una oda a la violencia femenina, basada en un concepto creado por Russ Meyer y el guionista Jack Moran. Ambos sintieron en su primera audición que Satana era "definitivamente Varla". La película fue filmada en el desierto a las afueras de Los Ángeles durante varios días con un clima tórrido y noches heladas, con Satana chocando regularmente con la coprotagonista adolescente Susan Bernard debido al comportamiento perturbador de la madre de Bernard en el set. Meyer dijo que Satana era "extremadamente capaz. Sabía cómo manejarse a sí misma. ¡No jodas con ella! ¡Y si tienes que follarla, hazlo bien! ¡Ella podría volverte loco!".
Satana fue responsable de agregar elementos clave al estilo visual y la energía de la producción, incluidos su vestimenta, maquillaje, uso de artes marciales, el diálogo y el uso de neumáticos giratorios en la escena de la muerte del personaje masculino principal. Ideó muchas de las mejores líneas de la película. En un momento dado, el empleado de la gasolinera está comiéndose con los ojos su escote extraordinario mientras confiesa el deseo de ver América. Varla responde: "¡No la encontrarás aquí abajo, Colón!". Meyer citó a Satana como la razón principal de la fama duradera de la película. "Ella y yo hicimos la película", dijo Meyer. Según los informes, Meyer lamentó no haber usado a Satana en posteriores producciones.
Después de  Faster, Pussycat! Kill! Kill!, trabajó principalmente con el director de cine Ted V. Mikels en películas como The Astro-Zombies (1968) y The Doll Squad (1973). Después de rodar The Doll Squad de Mikels en 1973, Satana recibió un disparo de un antiguo amante. Más tarde empezó a trabajar en un hospital, un puesto que ocupó durante cuatro años. Había estudiado enfermería en el Hospital Firmin Desloge. Fue después brevemente empleada como despachadora del Departamento de Policía de Los Ángeles. En 1981, su espalda se rompió en un accidente automovilístico. Se pasó los próximos dos años dentro y fuera de los hospitales, teniendo dos operaciones principales y aproximadamente otras quince.
En 2002, ella volvió a la actuación, repitiendo el papel de Malvina Satana en Mark of the Astro Zombies (2002), la secuela de The Astro Zombies (1968).

## Vida privada
Satana dijo haber salido con Elvis Presley, pero rechazó su propuesta de matrimonio, aunque sí se quedó con el anillo. Satana se casó con un policía retirado de Los Ángeles en 1981, y permaneció casada hasta que su esposo murió en octubre de 2000. Tenía dos hijas de una relación anterior. 

## Muerte
Satana murió el 4 de febrero de 2011 en Reno, Nevada, y le sobreviven sus hijas, Kalani y Jade, y sus hermanas, Pamela y Kim. Su mánager de mucho tiempo, Siouxzan Perry, dio la causa de la muerte como insuficiencia cardíaca.

## Homenajes
- Tura Satana es homenajeada en la canción ¡Viva Satana! del disco Dopádromo (1996) del grupo de rock argentino Babasónicos.
- La novia, el personaje de Uma Thurman en Kill Bill (2003), es una revisión de la Varla de Tura Satana. Thurman creó el personaje a su imagen y semejanza.[18]

## Filmografía
- Irma La Douce (1963)
- Faster, Pussycat! Kill! Kill! (1965)
- Our Man Flint (1966)
- The Astro-Zombies (1969)
- The Doll Squad (1974)
- Man Hands and Swollen Glands (1990)
- Mark of the Astro-Zombies (2002)
- Sugar Boxx (2008)
- The Haunted World of El Superbeasto (2009)
- The Wild World of Ted V. Mikels (2010)